# Ypsolopha frustella
Ypsolopha frustella là một loài bướm đêm thuộc họ Ypsolophidae. Nó được tìm thấy ở Hoa Kỳ, bao gồm California.